# Persecución religiosa de Veracruz
La Persecución religiosa de Veracruz fue un periodo de enfrentamiento entre el Gobierno del Estado de Veracruz contra la Iglesia católica presente en este estado a través del Obispado de Veracruz durante la década de 1930 pues, junto con lo sucedido en el vecino estado de Tabasco, fue una extensión de la rebelión cristera en el centro del país derivada de la promulgación de leyes locales anticlericales basadas en la reglamentación de la Constitución Política de 1917.

## Antecedentes
En 1926 ante una tensión entre la Iglesia católica y el estado que ya llevaba una década y ante la persecución desatada por el gobierno del Presidente Plutarco Elías Calles que daría origen al movimiento cristero.
Tras el cese al fuego de los rebeldes cristeros en el centro del país y el frágil arreglo del gobierno de Emilio Portes Gil con la alta jerarquía católica mexicana los templos fueron reabiertos al culto público.
Esta medida de supuesta tolerancia para la sociedad católica se topó con el fanatismo anticlerical del gobernador de Veracruz Adalberto Tejeda Olivares, un antiguo revolucionario que consideró a su parecer necesario reformar los artículos constitucionales que limitaban la libertad de cultos y las prácticas religiosas externas prolongando aún más tiempo el conflicto religioso en el estado en los años siguientes con el objetivo de terminar con el fanatismo religioso de la población por lo que a lo largo de los siguientes años el gobierno se dedicaría a perseguir a los ministros de culto y a clausurar templos.

## Ley 197
El conflicto alcanzaría su máxima intensidad con la promulgación de la Ley 197 conocida como la Ley Adalberto Tejeda que limitaba el número de sacerdotes en el estado causando la protesta de la Iglesia católica encabezada por el Obispo de Veracruz Rafael Guízar y Valencia. 

## Asesinato del Padre Darío Acosta
Tras un fallido intento de asesinato del gobernador Adalberto Tejeda, diversos grupos de anticlericales atentaron contra templos religiosos disparando contra los asistentes a los templos. El 26 de julio de 1931 en la Iglesia de Nuestra Señora de la Asunción del Puerto de Veracruz, el padre Ángel Darío Acosta originario del municipio de Naolinco, Veracruz. A las seis de la tarde con diez minutos varios hombres vestidos con gabardinas militares entraron por las tres puertas del templo, y sin previo aviso comenzaron a disparar contra los sacerdotes. El padre Landa fue gravemente herido, el padre Rosas se ocultó en el púlpito y salvó la vida milagrosamente; pero el padre Darío que acababa de salir del bautisterio, en donde había terminado de bautizar a un niño, cayó acribillado por las balas asesinas, alcanzando a exclamar: "¡Jesús!".
Al escuchar los disparos, salió de la sacristía el señor cura De la Mora pidiendo que a él también lo mataran, pero los asesinos ya habían huido. El señor cura se acercó al padre Darío para darle los últimos auxilios espirituales.
Este asesinato causó un repudio popular y una enérgica protesta del Obispo Guízar. Su tumba se encuentra colocada en el sitio donde murió asesinado este sacerdote, dentro de la Iglesia de Nuestra Señora de la Asunción (Catedral).